# Budynek przy ul. Grzegorza z Sanoka 2 w Sanoku
Budynek przy ul. Grzegorza z Sanoka 2 w Sanoku, zwyczajowo Ramerówka bądź (sanockie) Arkady – gmach położony przy ulicy Grzegorza z Sanoka 2 w Sanoku.

## Historia i opis

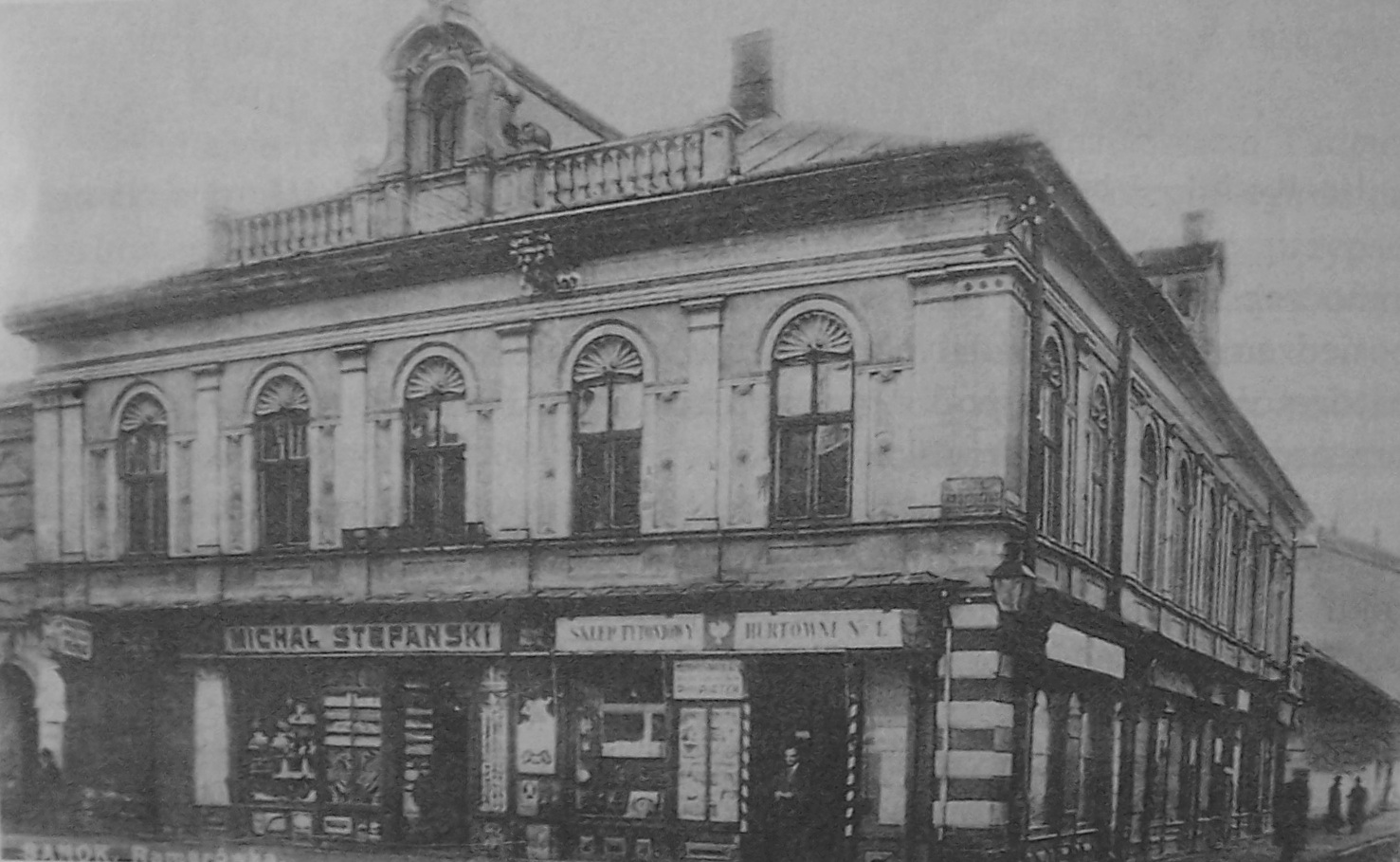
Budynek Ramerówki przed 1939 z zabudowanym parterem

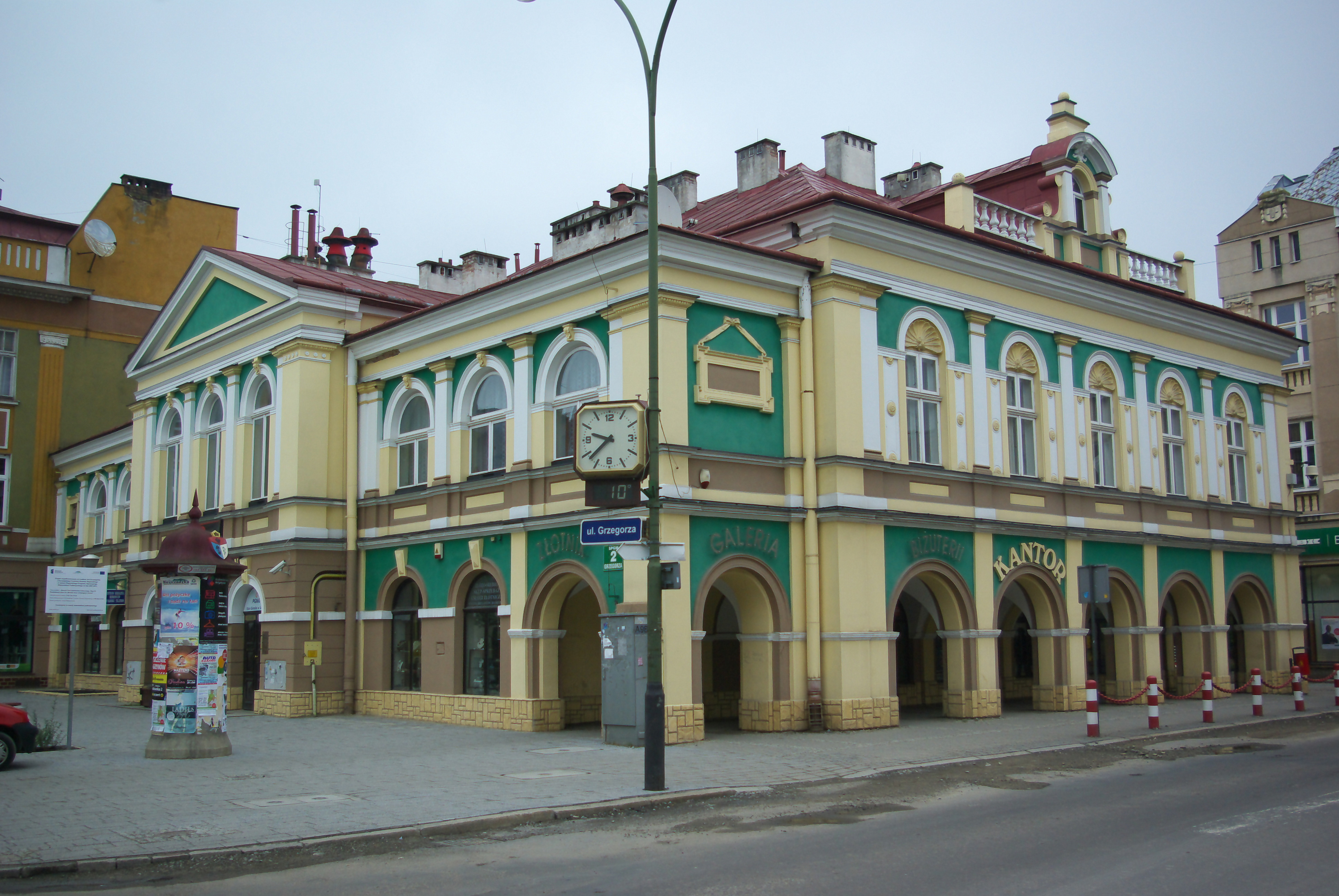
Widok budynku od strony południowo-zachodniej (ulic Tadeusza Kościuszki i Grzegorza z Sanoka)

Budynek jest umiejscowiony pomiędzy ulicą Grzegorza z Sanoka, ulicą Tadeusza Kościuszki i ulicą 3 Maja (pomimo widoczności elewacji przy trzech wymienionych ulicach, cały budynek posiada formalnie adres przy ulicy Grzegorza z Sanoka 2). Pierwotnie był pod numerem domu 86 w mieście i leżał na rogu ówczesnej ulicy Nowej Rady (późniejsza 3 Maja) i ulicy Krakowskiej (późniejsza ul. Jagiellońska).
Budynek został wybudowany w XIX wieku. Jak podał Wojciech Sołtys, budynek określony jako „Dom Miejski” został wybudowany po pożarze miasta z 1872 u zbiegu ulic Liskiej (późniejsza Jagiellońska) i Rymanowskiej (późniejsza T. Kościuszki), koszt budowy wyniósł 1215 złr., zaś budynek był pod numerem 86. Pierwotnie stanowił prywatną kamienicę żydowskiej rodziny Ramerów (stąd tradycyjna nazwa budynku). Rodzina Ramerów zamieszkiwała w Sanoku od co najmniej przełomu XVIII i XIX wieku (żyli wówczas Chaim i Lewor Ramer). Innymi przedstawicielami rodu byli: Aron Ramer, radni miejscy Saul Ramer (wybrany w 1867, 1878, 1881), Abraham i Salomon Ramer, który zamieszkiwał w kamienicy przy ulicy Adama Mickiewicza 3, a inni posiadali także budynek przy ulicy Jagiellońskiej 25. Rodzina Ramerów prowadziła żydowską orkiestrę.
Budynek zyskał przydomek „Ramerówka”. Kamienicę od Ichla Ramera nabył burmistrz miasta Jan Okołowicz celem stworzenia w nim Czytelni Mieszczańskiej, jednak pierwotnie remont gmachu wymagał pokaźnych nakładów i trwał długo (za to burmistrz stracił stanowisko). Od 16 grudnia 1866 mieścił Czytelnię Mieszczańską pełniąc rolę budynku użyteczności publicznej (kino „Reduta”, biblioteka, czytelnia). Na początku budynek określany był jako „Dom Miejski”. W 1884 roku aptekarz Feliks Giela (późniejszy burmistrz miasta), założył Czytelnię Mieszczańską (jako agenda Kasyna Mieszczańskiego) w budynku Ramerówki i przez wiele lat pozostawał jej prezesem. Oficjalnie została otwarta w listopadzie 1894 (od tego czasu do stycznia 1896 prezesem był F. Giela, następnie dr Jan Gaweł, zastępcami prezesa Aleksander Piech od 1894 i Kazimierz Sulimierski od 1896, bibliotekarzami Wiktor Mozołowski i Franciszek Kuszczak, sekretarzem Karol Siekierzyński, skarbnikiem Wiktor Dręgiewicz, ponadto udzielali się Paweł Hydzik, Michał Pollak, Antoni Borczyk, Jan Mozołowski, Antoni Niedenthal, Michał Słuszkiewicz, Paweł Stepek); 17 stycznia 1904 prezesem został wybrany Maurycy Drewiński, zastępcą Paweł Hydzik. Organizowano w niej bale karnawałowe, wesela, przedstawienia teatralne, spotkania inteligencji i rzemieślników. W niepodległej II Rzeczypospolitej na początku 1928 przewodniczącym został wybrany Michał Słuszkiewicz, a zastępcą Władysław Gołkowski.
Ponadto w gmachu był prowadzony pobór rekruta c. i k. armii (asenterunek). Od początku XX wieku do lat 20. Ramerówka była jednym z dwóch budynków w Sanoku, w których funkcjonowała sieć elektryczna (drugim był Gmach Towarzystwa Gimnastycznego „Sokół”). W przeszłości gmach był wielokrotnie przebudowywany, prace rekonstrukcyjne nadzorował m.in. architekt miejski, inż. Władysław Beksiński. Budynek był także określany jako „Dom Demokracji”.
W okresie międzywojennym w budynku działało kino „Uciecha”, które prowadził Roman Skoczyński, ponadto pierwsza siedziba Polskiego Towarzystwa Tatrzańskiego w Sanoku (założonego w 1929). Prezesem działającej w Ramerówce Czytelni Mieszczańskiej był Władysław Lisowski. Do 1939 w budynku umiejscowionym pod adresem Tadeusza Kościuszki 2 funkcjonowały: Agencja Polskiego Biura Podróży „Orbis”, działalność gospodarcza Romana Piątka (przybory szkolne), handel towarów spożywczych, kolonialnych i delikatesów Seweryny Stefańskiej. Przez wiele lat część frontalna parterowa była zabudowana i stanowiła pomieszczenia usługowo-handlowe (w 1. poł. XX wieku mieściły się w nich sklepy (m.in. z artykułami kolonialnymi, należący do Michała i Seweryny Stefańskich, rodziców Stefana Stefańskiego, sklep T.S. L., od ok. 1934 sklep wędliniarski Gustawa Słuszkiewicza przeniesiony tamże); pralnia; zaś na pierwszym piętrze działała kawiarnia „Corso”). Parterowa fasada południowa budynku (mieszcząca sklepy i punkty usługowe) pierwotnie była obudowana drewnem i była chroniona żelaznymi roletami. W okresie okupacji niemieckiej 1939–1945 ówczesne władze postanowiły o likwidacji frontowych pomieszczeń parterowych w celu poszerzenia chodnika od ich strony, co wiązało się także z usunięciem żydowskich właścicieli. Ta część architektoniczna została następnie przebudowana w arkadowe podcienia. W nawiązaniu do tego, budynek zyskał u mieszkańców Sanoka potoczną nazwę „Arkady”.
Po wybuchu II wojny światowej w okresie okupacji niemieckiej w budynku pod przemianowanym adresem Horst Wessel Gasse 2 działał Ukrainisches Hilfskomitee (Ukraiński Komitet Pomocy). Po wojnie w 1948 na zasadzie dzierżawy lokale budynku przekazano przedsiębiorstwu Powszechne Domy Towarowe na okres 20 lat. Z pomieszczeń piętrowych Ramerówki korzystało Towarzystwo Dramatyczno-Muzyczne Ziemi Sanockiej. W pomieszczeniach budynku na piętrze działał „Klub Górnika” (dawniej „Klub Naftowca” – otwarty 4 grudnia 1955 roku) sanockiego oddziału PGNiG, prowadzący działalność kulturalno-rozrywkową. W okresie PRL w południowo-zachodnim narożniku budynku działał punkt Ruchu. W ramach klubu działały: zespół muzyczny „Sanoczanie”, orkiestra górnicza, Klub Seniora, biblioteka. Do połowy 1993 trwał remont budynku. 1 czerwca 1993 oddano budynek do użytku. Uroczyste otwarcie wnętrza nastąpiło 13 listopada 1993. Pomieszczenia były wynajmowane przez PGNiG od 1991 do lutego 2013 roku. Ponadto funkcjonowało biuro Euroregionu „Karpaty”.
W lutym 1992 budynek był remontowany i wówczas zarząd miasta Sanoka poszukiwał użytkownika dla powierzchni piwnicznych i parterowych, z możliwości podjęcia tam działalności usługowych i handlowych. W latach 90. XX wieku w budynku funkcjonowała restauracja „Piwnice pod Arkadami”. Ponadto w pomieszczeniach parterowych powstały punkty handlowe.
W przeszłości w miejscu obok budynku znajdował się Kościół Najświętszej Marii Panny (od 1377 do 1787 roku). Z tego względu niewielki placyk przy zachodniej fasadzie kamienicy, w 1905 roku przekształcony w skwer, został nazwany Placem Marii. W tym miejscu znajduje się obecnie pomnik Kamień 1000-lecia, odsłonięty w kwietniu 1960 z okazji obchodów 800-lecia miasta Sanoka (inskrypcja „Tysiąc lat państwa Polskiego. Osiemset lat Sanoka 1960”).
Budynek został wpisany do gminnej ewidencji zabytków Sanoka.